# Баруа, Хемчандра
Хемчандра Баруа (ассам. হেমচন্দ্ৰ বৰুৱা, 10 декабря 1835 —1896) — индийский ученый, поэт, драматург, писатель

. Писал произведения на ассамском языке.

## Биография
Происходил из семьи среднего достатка. В 9 лет его отец Муктурам Баруа отдал мальчика на обучение. Здесь он хорошо изучил санскрит и хинди. Впоследствии продолжил образование в Калькутте. Впрочем после завершения обучения вернулся в Ассам. Здесь занимался журналистикой, начал сочинять стихи и пьесы, принимал активное участие в социальных движениях. В 1883 году назначен редактором газеты «Ассам Ньюс». Эту должность занимал до 1885 года. В конце жизни больше склонялся к научной работе, особенно в сфере ассамского языка.

## Наука
В 1850-х годах работал над созданием грамматики ассамского языка, которая была опубликована в 1859 году. В дальнейшем время от времени Баруа возвращался к разработке грамматических принципов. В 1886 году издает грамматику для детей. До конца жизни работал над словарем ассамского языка, который был издан уже после его смерти в 1900 году.
Перу Хемчандре Баруа принадлежит научное исследование «Ассамская брачная система».